# Batallas de Rzhev

La formación del saliente de Rzhev durante el invierno de 1941-42.

Las batallas de Rzhev (en ruso: Ржевская битва) fueron una serie de ofensivas durante la Segunda Guerra Mundial que se lanzaron entre el 8 de enero de 1942 y el 22 de marzo de 1943 por el Ejército Rojo en dirección de Rzhev, Sychovka y Viazma contra el cerco que tenía Alemania en las cercanías de Moscú, conocidas como la «picadora de carne de Rzhev» ("Ржевская мясорубка"), por las grandes pérdidas que hubo.
Esta parte de la guerra en el frente oriental ha sido escasamente cubierta por la historiografía militar soviética, y casi su conocimiento de fechas desde la disolución de la Unión Soviética, cuando por fin los historiadores pudieron acceder a documentos reveladores. Las fechas exactas de las batallas en particular, sus nombres, significado o pérdidas se han perdido o nunca han sido lo suficientemente bien esclarecidas.
Un recuerdo de estas batallas sin nombre es el tema de un poema de Aleksandr Tvardovski, que contiene una frase bien evocadora: «Caí cerca de Rzhev ...» (Я убит подо Ржевом, (1945-1946)).
Las operaciones principales que se han podido identificar se conocen como la Primera Ofensiva Rzhev-Viazma, la Primera Ofensiva Rzhev-Sychovka, la Segunda Ofensiva Rzhev-Sychovka (nombre clave, Operación Marte) y la Segunda Ofensiva Rzhev-Viazma.

## Historia
Durante la  contraofensiva soviética de invierno de 1941 y la Primera Ofensiva Rzhev-Viazma de entre enero y abril de 1942 —una de las ofensivas soviéticas más sangrientas—, las fuerzas alemanas se alejaron de Moscú. Como resultado, se formó un cerco en la línea del frente en dirección a la capital, que fue conocido como el «cerco Rzhev-Viazma». Era estratégicamente importante para el Grupo de Ejércitos Centro alemán, dada la amenaza que representaba para Moscú, por lo que fue fortificado a conciencia y fuertemente defendido.
Las fuerzas soviéticas del Frente de Kalinin y el Frente Oeste atacaron a los alemanes en el oeste de Rzhev en enero, pero por elegir una mala ruta de suministro a las tropas de los ejércitos soviéticos  22.º, 39.º y 29.º, quedaron cercadas. Para eliminar esta amenaza a la retaguardia del 9.º Ejército alemán, estos iniciaron la «Operación Seydlitz» el 2 de julio. Esta operación finalizó con la completa eliminación de las tropas soviéticas atrapadas el 12 de julio.
Entre julio y octubre, las fuerzas soviéticas hicieron múltiples intentos de romper el cerco, pero volvieron a fracasar. La línea del frente, sin embargo, se acercó más a la ciudad de Rzhev. Durante este periodo la ciudad de Subzow volvió a manos soviéticas.
La nueva Ofensiva Rzhev-Sychovka de noviembre-diciembre de 1942, con nombre clave Operación Marte, fue tan sangrienta como la primera, y también fracasó, pero los soviéticos tuvieron ocupadas a las fuerzas alemanas que podrían haber sido utilizadas para intentar ayudar y relevar a la guarnición de Stalingrado. La información sobre la ofensiva llegó a los alemanes por un doble agente de la NKVD, que formaba parte de la estrategia para distraer las fuerzas alemanas de Stalingrado.
Sin embargo, dado el curso general de la guerra, Hitler ordenó a las fuerzas alemanas que abandonaran la posición en marzo de 1943, durante la Operación Buffel. Esto se transformó en una persecución soviética de los alemanes en retirada.

## Pérdidas
Si bien las cifras no están claras, se calcula que los soviéticos perdieron entre medio millón y un millón de hombres durante las batallas de Rzhev. Las pérdidas alemanas se calculan entre los trescientos y los cuatrocientos cincuenta mil hombres.